# Phosalon
Phosalon ist ein aromatischer Dithiophosphorsäureester und ein Carbamat, das häufig als Insektizid und Akarizid eingesetzt wurde. Phosalon wurde 1963 von Rhône-Poulenc (heute Bayer CropScience) eingeführt. Ein strukturell sehr ähnliches Insektizid ist das Azamethiphos.

## Gewinnung und Darstellung
Phosalon kann ausgehend von 2-Aminophenol und Harnstoff gewonnen werden. Diese kondensieren zu Benzoxazolon, welches anschließend chloriert wird. Mit Formaldehyd und Chlorwasserstoff wird eine Chlormethylgruppe an das Stickstoffatom addiert. Im letzten Schritt reagiert das Zwischenprodukt mit DEPA zu Phosalon.

## Eigenschaften
Phosalon bildet brennbare, weiße Kristalle und besitzt einen charakteristischen, knoblauchähnlichen Geruch. Es wird rasch im Körper aufgenommen und dort relativ schnell in ein wirksameres Oxo-Analogon umgewandelt.

## Zulassung
Der Verbindung wurde im Dezember 2006 aufgrund der Risiken für den Menschen die Zulassung als Pflanzenschutzmittel in der EU entzogen. Für Phosalon-haltige Pflanzenschutzmittel gibt es in der Schweiz, in Deutschland und Österreich keine Zulassungen mehr. Das Europäische Arzneibuch legt als Grenzwert für Phosalon-Rückstände in pflanzlichen Drogen 0,1 mg·kg−1 fest.

## Sicherheitshinweise
Phosalon ist wie die meisten Phosphorsäureester ein Nervengift, welches durch Blockieren wichtiger Enzyme wie der Cholinesterasen Schäden am Zentralnervensystem sowie Lungen, Leber und Nieren verursacht.